# Златна витичарка
Златна витичарка (лат. Leratiomyces ceres) је врста гљиве из породице Strophariaceae. Врло је карактеристична по својој интезивно црвеној боји и крпицама на шеширу које представљају остатак универзалног омотача. 

## Назив
Leratiomyces ceres се пре звао Stropharia aurantiaca, док ДНК анализе нису раздвојиле строфариодне печурке у две групе: група Stropharia којој припадају Stropharia aeruginosa, Stropharia hardii, Stropharia coronilla и Stropharia rugosoannulata и група Leratiomyces, којој припадају Leratiomyces ceres, Leratiomyces squamosus, Leratiomyces percevalii, Leratiomyces magnivelaris и врсте из рода Weraroa.

## Oпис
- Шешир је пречника од 2 до 6 cm. Сазревањем раширен и благо тупо испупчен. Боја му је црвенкаста или црвеносмеђа попут цигле, са светлијим рубовима. Површина шешира је прекривена наранџастосмеђим љуспама.
- Хименофор је листаст. Листићи су средње густи, прирасли за сручак, код неких примeрака се и благо спуштају низ стручак. Боја им је беж до маслинаста, а како споре сазревају, тако и листићи попримају сивоцрну боју.
- Стручак је витак, много дужи од ширине клобука. Може бити раван или увијен. Прво је беле боје, а сазревањем постаје црвенкастоокер. На стручку се налази прстен, који представља остатак парцијалног велума. Тај прстен је нитаст, а испод њега, стручак је карактеристично маљав. На основи стручка налазе се беле маље.
- Месо је танко, крто и боје шешира. Нема карсктеристичан мирис и укус.[4]
- Споре су елипсоидне, глатке, величине 9.5-14 x 6.5-7.5, са видљивом герминативном пором.
- Отрусина (отисак спора) је тамнољубичастобраон.[3]

## Jeстивост
Златна витичарка је нејестива гљива. Конзумација може изазвати стомачне проблеме.

## Eкологија
Златна витичарка је сапротрофна врста. Расте у четинарским шумама са песковитим (често приморском) тлом, али као супстрат неретко користи и пиљевину и малч који се користи за трим стазе, те је честа парковска и баштеска врста.
Плодоноси од јуна до новембра у Западној Европи, док се у Јужној Европи њена сезона продужава све до јануара.

## Могућност замене са другим гљивама
Златну витичарку је могуће помешати са гљивом Cortinarius sanguineus, која има црвен шешир, али су јој листићи у почетку светло црвене боје, a временом попримају боју рђе.